# Hochkönig
Le Hochkönig ou Hochkoenig (littéralement « Haut Roi ») est un sommet des Alpes, à 2 941 m d'altitude, point culminant des Alpes de Berchtesgaden, et en particulier du chaînon du Hochkönigstock, en Autriche (land de Salzbourg).